# Tartu (contre-torpilleur)
Pour les articles homonymes, voir Tartu (homonymie).
Le Tartu est un contre-torpilleur français de la classe Vauquelin, sabordé à Toulon lors du sabordage de la flotte française le 27 novembre 1942. Il a été baptisé en hommage à Jean-François Tartu, un officier de marine français du XVIIIe siècle.

## LeTartuen chiffres

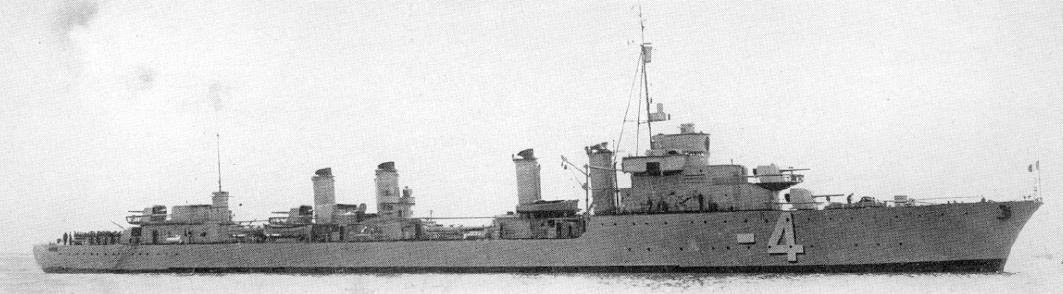
Le contre-torpilleur Milan, de la classe Aigle, vers 1936.

La classe Vauquelin est conçue comme une amélioration de la classe Aigle qui la précédait. Les navires de la classe Vauquelin sont longs de 129,3 mètres et large de 11,8 mètres pour un tirant d'eau de 4,97 mètres. Chacun déplace 2 441 tonnes en charge normale et 3 120 tonnes à pleine charge. Ils sont propulsés par deux turbines à vapeur Zoelly entraînant chacune une hélice et alimentées par quatre chaudières du Temple. Ces turbines, capables de fournir une puissance totale de 64 000 chevaux, permettent au bâtiment d'atteindre une vitesse maximale de 36 nœuds, soit 67 km/h. Durant ses essais à la mer, le 24 août 1932, les turbines du Tartu développent une puissance de 72 790 chevaux et le navire a marché 39,9 nœuds (73,9 km/h) pendant une heure. Chaque contre-torpilleur embarque suffisamment de mazout pour disposer d'un rayon d'action de 3 000 nautiques à une vitesse de 14 nœuds (soit 5 600 km à 26 km/h). L'équipage est composé de 10 officiers et 201 officiers mariniers, quartiers-maîtres et matelots en temps de paix et en temps de guerre, 12 officiers et 220 officiers mariniers, quartier-maîtres et matelots.